# Poncsó

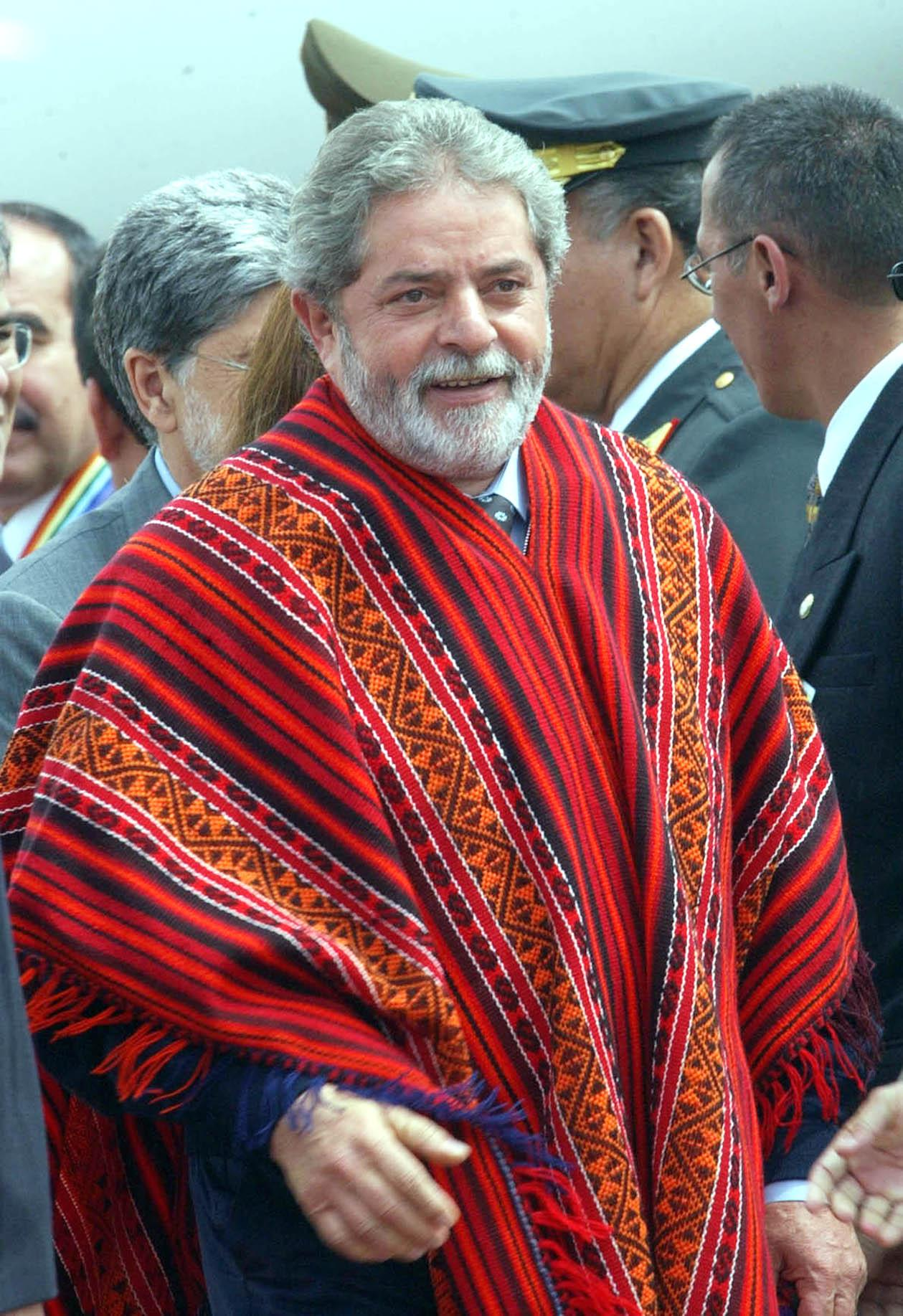
Luiz Inácio Lula da Silva, Brazília korábbi elnöke (2003–2010) poncsó viselése közben

A poncsó (spanyolul: poncho, kiejtése [ˈpontʃo]; kecsuául: punchu < mapucse pontro ’takaró, gyapjúszövet’) külső ruhadarab, amelyet abból a célból készítenek, hogy melegen tartsa a testet vagy – ha vízálló anyagból készül – eső esetén szárazon tartsa viselőjét. A poncsót az Andok területén élő bennszülött amerikaiak már a prehispán kortól kezdve használják, és napjainkban tipikus dél-amerikai viseletként tartják számon.